# Saint-Michel-de-Villadeix
Saint-Michel-de-Villadeix là một xã, nằm ở tỉnh Dordogne vùng Aquitaine của Pháp. Xã này có diện tích 14,17 kilômét vuông, dân số năm 2007 là 291 người. Xã nằm ở khu vực có độ cao trung bình 165 m trên mực nước biển.

## Hành chính
| Danh sách các xã trưởng                |             |               |                  |         |
| Giai đoạn                              | Giai đoạn   | Tên           | Đảng             | Tư cách |
| 1983                                   | đương nhiệm | Claude Dupont | không chính thức | hưu trí |
| Tất cả các dữ liệu trước đây không rõ. |             |               |                  |         |

## Thông tin nhân khẩu
| Năm    | 1962 | 1968 | 1975 | 1982 | 1990 | 1999 | 2007 |
| ------ | ---- | ---- | ---- | ---- | ---- | ---- | ---- |
| Dân số | 259  | 283  | 248  | 263  | 258  | 288  | 291  |